# Intensidez
Intensidez é uma promotora de Artes criada em 2006, que tem por objectivo a criação de oportunidades e competências nas Artes. 
Encontra-se sediada em Maputo, Moçambique desde 2010, tendo até então desenvolvido a sua actividade em Portugal. 
Promove e desenvolve novos valores do mundo das artes, nos dominios da escrita, pintura, fotografia, artes preformativas, entre outras. No seu projecto editorial, o mundo ibérico é o seu meio de promoção e desenvolvimento, através da tradução de autores em português e castelhano, e respectiva divulgação em todo o mundo ibérico. 
Intensidez publica livros de Poesia, Teatro e Ensaio.

## Autores Intensidez
Autores editados pela intensidez:
- Ana de Sousa Baptista: autora portuguesa de texto fragmentário e poético;
- Angélica Liddell: dramaturga espanhola;
- Luis Serguilha: autor português de poesia experimental;
- E. M. de Melo e Castro: autor português de poesia, ensaio e  infopoesia.

## Tradutores Intensidez
- Alberto Augusto Miranda - Castelhano/Português